# Stanisław Jamry

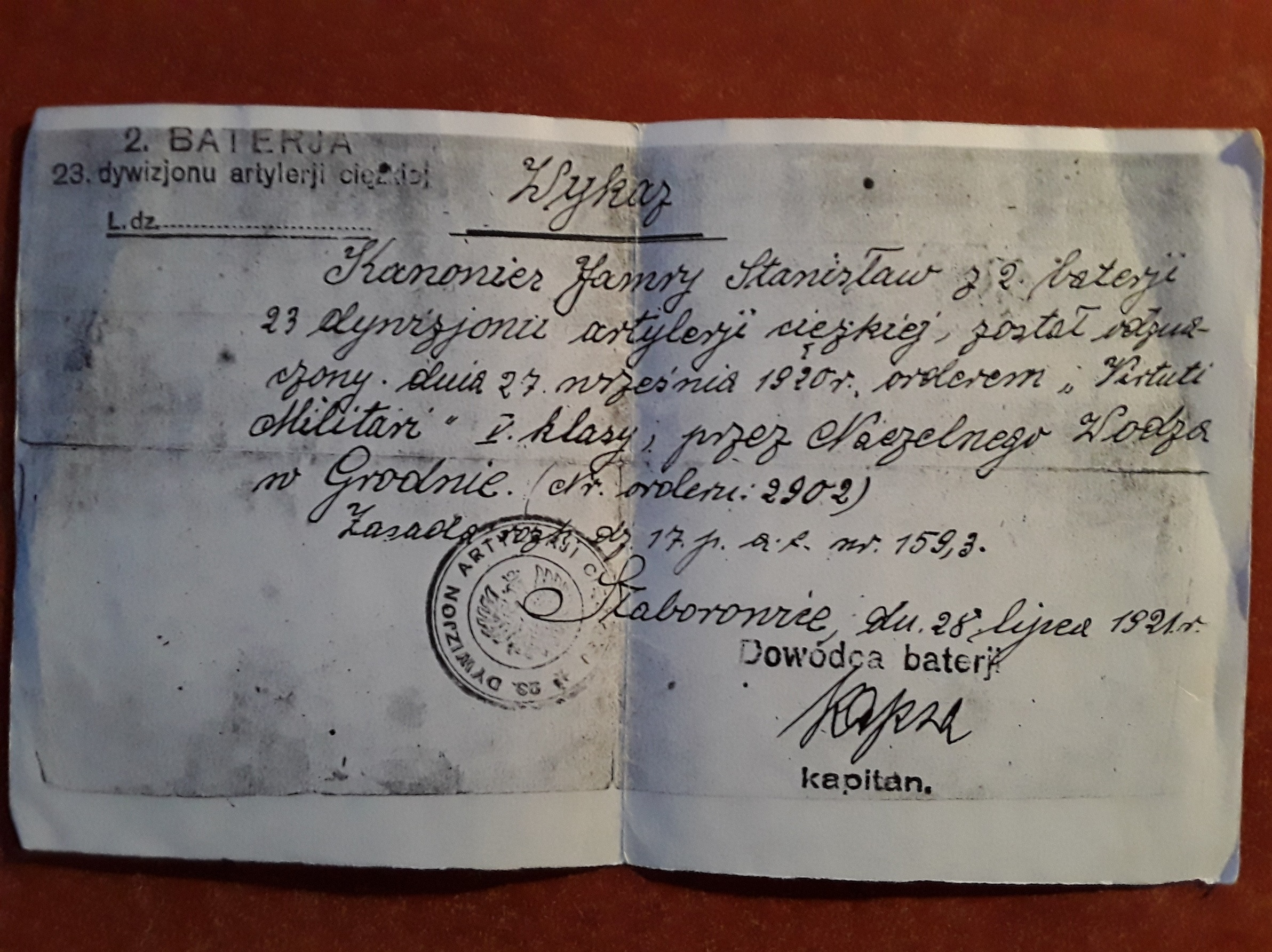
Wykaz odznaczenia Virtuti Militari 5 kl.(nr 2902) za kampanię wschodnią wojnę polsko-bolszewicką

Stanisław Jamry (ur. 14 listopada 1899 w Gorzupi, zm. 6 października 1939 w Słupówko) – bombardier Wojska Polskiego. Kawaler Orderu Virtuti Militari.

## Życiorys
Stanisław Jamry urodził się 14 listopada 1899 r. w Gorzupi (powiat Krotoszyn, w Wielkopolsce). W 1926 r. jego ojciec – Jan Jamry kupił gospodarstwo w Mierucinie (dawniej gmina Mrocza powiat Wyrzysk na Pomorzu) i tam osiadł z żoną i dziećmi.
14 stycznia 1919 r. (legitymacja J-119) wstąpił do Wojsk Wielkopolskich. Był żołnierzem 7 pułku Artylerii Ciężkiej Wielkopolskiej 23 dywizjonie, w stopniu bombardiera, w którego składzie uczestniczył w walkach m.in. na froncie północnym powstania wielkopolskiego.
Walczył na linii Zakliczewo-Chrzanowo-Żabin-Karniewo pod dowództwem por. Zygmunta Kapsy. W dniach 8–9 lipca 1920 r. walczył pod Suskiem-Makowem – Makowicą (odznaczony VM nr.2902), 12–13 lipca 1920 pod Nasielskiem i Daczkami, 16 lipca 1920 pod Ciechanowem, 25 września 1920 pod Grondzicą (wieś nad Niemnem), a 26 września wkroczył z baterią do Grodna.
Po zakończeniu służby prowadził gospodarstwo rolne w Mierucinie. Rozstrzelany został przez Selbstschutz 6 października 1939 r. w lesie pod Mroczą. Po wojnie ekshumowany spoczął w zbiorowej mogile ofiar terroru hitlerowskiego na starym cmentarzu w Mroczy. Wymieniony na pomniku upamiętniających pomordowanych, w Nadleśnictwie Dąbrowice w leśnictwie Słupówko przy szosie Wąwelno – Mrocza.